# Королёв, Владимир Васильевич
Владимир Васильевич Королёв (1924—2006) — советский артиллерист в годы Великой Отечественной войны, Герой Советского Союза (21.02.1945). Генерал-майор (27.10.1977).

## Биография
Владимир Королёв родился 28 июля 1924 года в Москве. Окончил восемь классов школы.
В ноябре 1942 года Королёв был призван на службу в Рабоче-крестьянскую Красную Армию. С февраля 1943 года — на фронтах Великой Отечественной войны. Воевал в 563-м истребительно-противотанковом артиллерийском полку резерва Главного командования 13-й истребительно-противотанковой артиллерийской бригады РГК. Участвовал в Курской битве на Центральном фронте. Там в июле 1943 года у ставшей известной всему миру железнодорожной станции Поныри наводчик 57-мм орудия сержант Королёв в июле 1943 года подбил свой первый немецкий танк.
За героизм в Курской битве полку и бригаде были присвоены гвардейские звания в августе 1943 года, и с того момента стали именоваться 275-м гвардейском истребительно-противотанковым артиллерийским полком и 4-й гвардейской истребительно-противотанковой артиллерийской бригадой. В их рядах старший сержант Королёв прошёл весь свой дальнейший боевой путь командиром орудия на Белорусском и 1-м Белорусском фронтах. Участвовал в Орловской, Черниговско-Припятской, Гомельско-Речицкой наступательных операциях.

Командир противотанкового орудия 275-го гвардейского истребительно-противотанкового артиллерийского полка 4-й гвардейской истребительно-противотанковой артиллерийской бригады 69-й армии 1-го Белорусского фронта гвардии старший сержант Владимир Королёв проявил исключительное мужество в ходе Люблин-Брестской фронтовой наступательной операции — составной части Белорусской стратегической операции. В ночь с 30 на 31 июля 1944 года расчёт Королёва переправился через Вислу в районе населённого пункта Кемпа Хотецка в 12 километрах к юго-западу от города Казимеж-Дольны и принял активное участие в отражении большого количества немецких контратак, уничтожив 2 пулемётных точки и до 80 солдат врага. Когда в разгар отражения очередной атаки окончились снаряды, Королёв бросился в пехотную цепь и вел огонь по противнику из ручного пулемёта до отхода противника. 3 августа 1944 года расчёт Королёва в одном бою уничтожил 10 вражеских танков.
Указом Президиума Верховного Совета СССР от 21 февраля 1945 года за «образцовое выполнение боевых заданий командования на фронте борьбы с немецкими захватчиками и проявленные при этом отвагу и геройство» гвардии старшему сержанту Владимиру Васильевичу Королёву присвоено звание Героя Советского Союза с вручением ордена Ленина и медали «Золотая Звезда» за номером 4697.
Не менее отважно действовал и при освобождении Польши в ходе Висло-Одерской наступательной операции, где за новые подвиги награждён своим вторым орденом Красной Звезды. Дошёл с полком до Одера. Был дважды ранен. После второго ранения в феврале 1945 года был из госпиталя направлен на учёбу и более на фронт не попал. В 1945 году он окончил курсы младших лейтенантов.
После окончания войны В. В. Королёв продолжил службу в Советской Армии. В 1955 году окончил Военно-политическую академию. Находился на политработе в войсках. С 1975 года служил начальником политотдела Главного центра радиоэлектронной борьбы Вооружённых сил СССР, с 1980 по 1985 годы — заместителем начальника по политической части 17-го Центрального проектного института связи Министерства обороны СССР. В 1987 году генерал-майор В. В. Королёв уволен в отставку.
Проживал в Москве, скончался 3 февраля 2006 года. Похоронен в Москве на Хованском Северном кладбище.

## Награды
- Герой Советского Союза (21.02.1945)
- Орден Ленина (21.02.1945)
- Орден Дружбы народов (01.10.1993)
- Орден Отечественной войны 1-й степени (11.03.1985)
- Два ордена Красной Звезды (20.10.1943, 28.02.1945)
- Орден «За службу Родине в Вооружённых Силах СССР» 3-й степени (30.04.1975)
- Ордена Славы 2-й (20.12.1950) и 3-й (30.07.1944) степеней
- Медаль «За боевые заслуги» (14.07.1943)
- Медаль «За взятие Берлина»
- Медаль «За освобождение Варшавы»
- Другие медали[1]